# Anthony Hobbs
Anthony Hobbs (6 de abril de 1991) es un futbolista neozelandés que juega como defensor en el Puaikura.

## Carrera
Debutó en 2010 en la victoria del Waitakere United 3-1 frente al Waikato FC. En 2012 se mudó a los Estados Unidos para integrar la reserva del Portland Timbers, aunque en 2013 regresaría a Nueva Zelanda para firmar con el Team Wellington. En 2014 volvió a ser incorporado al segundo equipo del elenco estadounidense. En 2015 se incorporó al Auckland City de cara a la Liga de Campeones de la OFC. Tras ganar el torneo, Hobbs pasó al Gavà de la Tercera División de España, aunque ese mismo año regresó al Team Wellington. En 2016 pasó al Eastern Suburbs, pero dejó la institución en 2017 para disputar la fase preliminar de la Liga de Campeones de la OFC con el Puaikura de las Islas Cook.

### Clubes
| Club                        | País           | Año             |
| --------------------------- | -------------- | --------------- |
| Waitakere United            | Nueva Zelanda  | 2010 - 2012     |
| Portland Timbers Sub-23     | Estados Unidos | 2012 - 2013     |
| Team Wellington             | Nueva Zelanda  | 2013 - 2014     |
| Portland Timbers Sub-23     | Estados Unidos | 2014 - 2015     |
| Auckland City Football Club | Nueva Zelanda  | 2015            |
| Club de Futbol Gavà         | España         | 2015            |
| Team Wellington             | Nueva Zelanda  | 2015 - 2016     |
| Eastern Suburbs             | Nueva Zelanda  | 2016 - 2017     |
| Puaikura FC                 | Islas Cook     | 2017 - Presente |

### Selección nacional
Hobbs jugó la Copa Mundial Sub-17 de 2007 representando a Nueva Zelanda. No fueron buenas las actuaciones del equipo neozelandés con Anthony en el campo, perdió 1-0 con Corea del Norte y 7-0 con Brasil. En la categoría Sub-20 afrontó la Copa Mundial Sub-20 de 2011, jugando en los dos empates de Nueva Zelanda frente a Uruguay y Camerún.